# Rock Creek-Lima Township
Die Rock Creek-Lima Township ist eine von 12 Townships im Carroll County im Nordwesten des US-amerikanischen Bundesstaates Illinois.

## Geografie
Die Rock Creek-Lima Township liegt Nordwesten von Illinois rund 35 km östlich des Mississippi, der die Grenze zu Iowa bildet. Die Grenze zu Wisconsin befindet sich rund 55 km nördlich.
Die Rock Creek-Lima Township liegt auf 42°04′14″ nördlicher Breite und 89°46′14″ westlicher Länge und erstreckt sich über 139,9 km². 
Die Rock Creek-Lima Township liegt im Osten des Carroll County an der Grenze zum Ogle County. Innerhalb des Carroll County grenzt die Rock Creek-Lima Township im Südosten an die Elkhorn Grove Township, im Süden an die Wysox Township, im Südwesten an die Fairhaven Township, im Westen an die Salem Township im Nordwesten an die Freedom Township und im Norden an die Cherry Grove-Shannon Township.

## Verkehr
Von Nordwesten nach Südosten verläuft der U.S. Highway 52 auf einer gemeinsamen Strecke mit der Illinois State Route 64 die gesamte Township. Im Nordwesten zweigt von dem Highway die Illinois State Route 73 nach Norden ab. Dieser Abzweig ist zugleich deren südlicher Endpunkt. Alle weiteren Straßen sind County Roads und noch weiter untergeordnete Straßen, die nur zum Teil asphaltiert sind.
Durch den Nordwesten der Township verläuft eine Eisenbahnlinie, die von Chicago nach Westen führt.
Der nächstgelegene Flugplatz ist der rund 40 km westlich gelegene Tri-Township Airport südlich der Stadt Savanna.

## Bevölkerung
Bei der Volkszählung im Jahr 2010 hatte die Township 1976 Einwohner. Neben Streubesiedlung gibt es mit Lanark nur eine selbstständige Gemeinde (mit dem Status „City“).